# Ковтун, Алёна Валерьевна
Алёна Валерьевна Ковтун (укр. Альона Валеріївна Ковтун; 19 марта 1992, Зимогорье, Славяносербский район, Луганская область) — украинская футболистка, защитница российского клуба «Крылья Советов». Мастер спорта Украины (2014).

## Карьера
Футболом начала заниматься с 2006 года в Луганске благодаря дедушке, который возил её на тренировки. Первая команда «Заря-спартак» участвовала в высшей лиге по футболу и футзалу. Первый тренер — Просянкина Елена Николаевна. В шестнадцать лет дебютировала в составе донецкой «Дончанка-ЦПОР» в матче чемпионата Украины 18 июля 2008 года против черниговской «Легенды» (1:2). В составе ФК «Дончанка» (г. Донецк) становилась бронзовым призёром чемпионата Украины (2012, 2013), серебряным призёром Зимнего первенства Украины по футболу среди женщин (2012, 2013), финалист Кубка Украины по футболу среди женских команд (2012), а в 2014 году было присвоено звание «Мастер спорта Украины».
Летом 2014 года подписала контракт с российским СК «Дончанка» (г. Азов). В составе команды стала серебряным призёром первенства России по футболу среди женских команд I дивизиона.
В начале 2015 года футболистка вернулась на родину, где присоединилась к харьковскому клубу «Жилстрой-1». В составе команды стала Чемпионом зимнего первенства Украины (2015), серебряным призёром зимнего чемпионата Украины (2016), обладателем Кубка Украины (2015, 2016), чемпионом Украины (2015). Участница группового раунда женской Лиги чемпионов 2015 и 2016 годов.
В 2017 году переехала в Польшу и подписала контракт с лодзиевским футбольным клубом «УКС СМС». В сезоне 2016/2017 заняли 5 место в польской экстралиге. Зимой 2018 года перешла в польский футбольный клуб «МСК Олимпия Щецин», в сезоне 2017/2018 клуб занял 6 место и стал полуфиналистом Кубка Польши. Летом 2018 года подписала контракт с футбольным клубом «Медик», в составе которого играла в экстралиге и Кубке Польши. Зимой 2019 пошла в аренду в польский футбольный клуб «Митех» Живец. Летом 2019 стала игроком «Гурник» г. Ленчна, в составе которого стала чемпионом Польши 2020 года, участвовала в играх группового этапа женской Лиги чемпионов в 2019 году.
Летом 2020 года перешла в российский клуб «Звезда-2005» (Пермь). В сезоне 2020 года сыграла все 14 матчей и стала бронзовым призёром чемпионата. Покинула «Звезду-2005» после сезона 2024 и перешла в «Крылья Советов».

## Карьера в сборной
Выступала за юниорскую, молодёжную и национальнуюсборные Украины.

## Достижения
«Дончанка-ЦПОР»
- Бронзовый призёр чемпионата Украины (2): 2012, 2013
- Серебряный призёр зимнего чемпионата Украины (2): 2012, 2013
- Финалист Кубка Украины среди женских команд: 2012

«Дончанка»
- Серебряный призёр первенства России по футболу среди женских команд первого дивизиона: 2014

«Жилстрой-1»
- Чемпион зимнего первенства Украины: 2015
- Серебряный призёр зимнего чемпионата Украины: 2016
- Обладатель Кубка Украины: 2015, 2016
- Чемпионка Украины: 2015
- Серебряный призёр чемпионата Украины: 2016

«Гурник» (Ленчна)
- Чемпионка Польши: 2020
- Обладатель Кубка Польши 2020[7][3]

Звезда-2005
- Бронзовый призёр чемпионата России 2020